# Pitao Cocijo

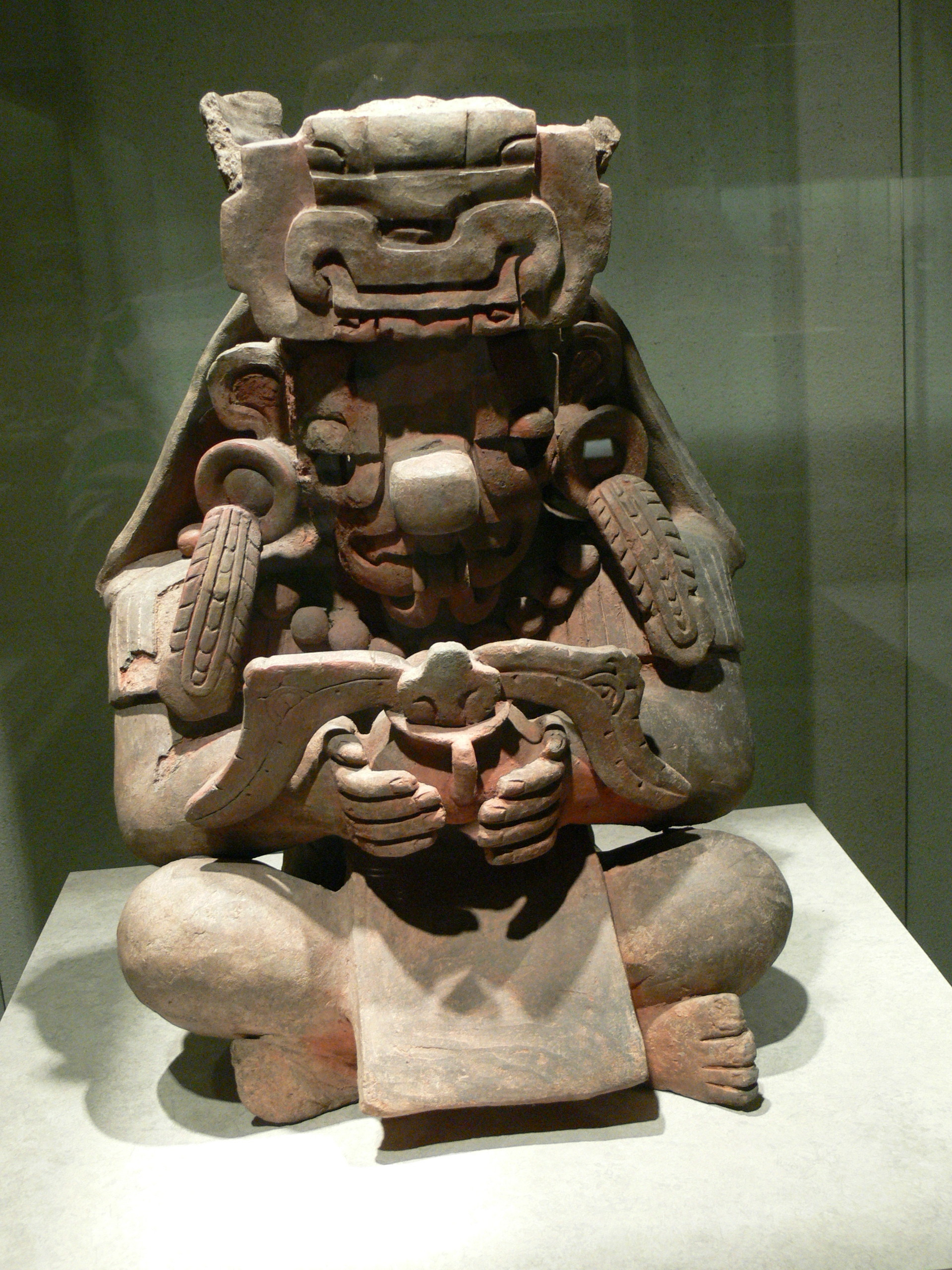
Una representación de Cocijo del período clásico temprano, encontrada en Monte Albán, ahora está en el Museo Nacional de Antropología en México, D. F.

Pitao Cocijo (del zapoteco: Guziuꞌ ‘Tormenta o lluvia’) fue la divinidad zapoteca precolombina de la lluvia. Es una deidad homóloga a Chaac entre los mayas; Tláloc entre los teotihuacanos y nahuas; y Dzahui entre los mixtecos. Las representaciones de Pitao Cocijo aparecen desde la Fase Monte Albán II, en el período de consolidación de la cultura zapoteca, ya libre de la influencia olmeca en los Valles Centrales de Oaxaca.
Su culto se popularizó durante la Fase Xoo (500-800 d. C.), época en que sus representaciones se vuelven muy frecuentes en las conocidas urnas funerarias zapotecas. El culto a Pitao Cocijo sobrevivió al proceso de cristianización de los zapotecos.
Una de las características más señaladas de Pitao Cocijo es que sus representaciones suelen contener alusiones al glifo zapoteco para agua. Algunas veces aparece con una vasija entre las manos. En algunas ocasiones porta una máscara que le rodea los ojos, con colmillos y lengua bífida, de modo similar a las representaciones de Tláloc.
En el sitio arqueológico de Lambityeco en Oaxaca, los bustos de estuco de Cocijo llevan una vasija derramando agua en una mano y rayos en la otra. Durante el periodo clásico el jaguar se asociaba, por lo menos en parte, con el dios Cocijo.

## Atributos
En el arte zapoteco Cocijo se representa con una cara zoomorfa con un hocico ancho, romo y una lengua larga serpentina en forma de horquilla. Cocijo a menudo lleva el glifo C zapoteca en su tocado. Un glifo similar se utiliza en códices mixtecos como el día Signo de agua y es probable que su significado en zapoteco fuera idéntico, por lo tanto, el glifo apropiado para el dios de la lluvia y la tormenta. 
Las representaciones de Cocijo combinan elementos tierra-cielo-jaguar y la serpiente, que estaban asociados con la fertilidad entre los pueblos precolombinos mesoamericanos. Sus cejas representan los cielos, sus párpados inferiores representan las nubes, y la lengua de serpiente en forma de horquilla representa el rayo. 

### Periodo clásico

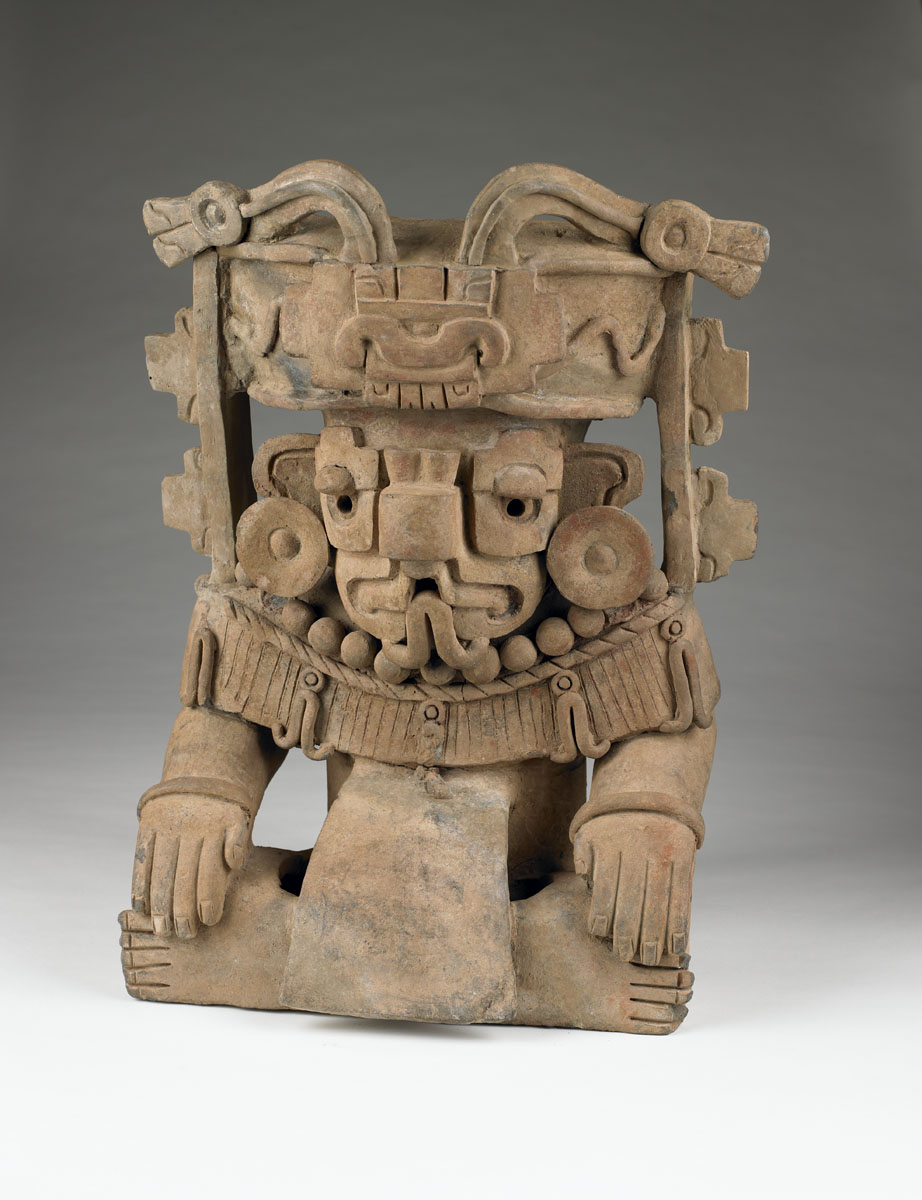
Representación de Cocijo en el Museo Británico.

En la zona arqueológica zapoteca del clásico tardío de Monte Albán en Oaxaca, los bustos de estuco de Cocijo lo representan sosteniendo una jarra que derrama agua en una mano y con relámpagos en la otra. Durante el período clásico el jaguar se asocia, al menos en parte, con Cocijo.

### Periodo posclásico
Entre los zapotecos del período Posclásico, las cuatro divisiones de 65 días del calendario de 260 días fueron nombrados Cocijos, lo que implica que hubo un Cocijo diferente asociado a cada punto cardinal, al igual que el Chac maya. Ritos religiosos, incluyendo la sangría, se realizaron para cada uno de estos cuatro Cocijos. Como pago por traer la lluvia Cocijo recibía con frecuencia sacrificios humanos, sobre todo en la forma de niños, aunque también, con menor frecuencia, adultos.